# Сомсаніт Вонґкотраттана
Принц Сомсаніт Вонґкотраттана (лаос. ເຈົ້າສົມສະນິດ ວົງກົຕຣັຕນະ; 19 квітня 1913–1975) — лаоський державний діяч, член королівської родини, дванадцятий прем'єр-міністр Лаосу.
Від 1945 до 1946 року обіймав посаду міністра внутрішніх справ і юстиції в кабінеті Пхая Каммао. Від 1946 до 1949 року займав ту ж посаду, але вже в уряді в екзилі. Після повернення до Лаосу обіймав посади міністра фінансів (1959—1960, кабінети Пхуї Сананікона та Ку Абхая) та міністра юстиції.
У червні 1960 року король Сісаванг Ваттана доручив принцу сформувати власний уряд. Однак уже за два місяці Сомсаніт Вонґкотраттана вийшов у відставку. Пізніше, від 1961 до 1963 року, він очолював Національну асамблею.